# آنچارتد: ژرفای طلایی
آنچارتد: ژرفای طلایی (به انگلیسی: Uncharted: Golden Abyss) یک بازی ویدئویی در سبک اکشن ماجراجویی سکوبازی است که توسط استودیو بند توسعه یافته و به‌وسیلهٔ سونی کامپیوتر انترتینمنت منتشر شده است. این بازی عنوان نسخه فرعی از مجموعه بازی‌های آنچارتد است که اولین بازی قابل حمل در این سری نیز محسوب می‌شد. ژرفای طلایی به عنوان یکی از بازی‌های زمان عرضه برای کنسول بازی دستی پلی‌استیشن ویتا در ۱۷ دسامبر ۲۰۱۱، در ژاپن منتشر شد.

## بازتاب‌ها
بازی در وبگاه متاکریتیک امتیاز ۸۰ را به دست آورد که شاید برای مجموعه آنچارتد کمی پایین باشد اما در نوع خود بسیار خوب است و بازی یکی از بهترین‌های کنسول پلی‌استیشن ویتا است. منتقدان عموماً از گیم پلی و گرافیک تعریف کردند ولی نسبت به داستان بسیار ضعیف آن انتقاداتی داشتند.